# Раубер, Карл Йозеф
Карл Йозеф Раубер (итал. Karl Josef Rauber; 11 апреля 1934, Нюрнберг, Третий рейх — 26 марта 2023, Роттенбург-ам-Неккар, Германия) — немецкий куриальный кардинал и ватиканский дипломат. Титулярный архиепископ Джубальцианы с 18 декабря 1982 по 14 февраля 2015. Апостольский пронунций в Уганде с 18 декабря 1982 по 22 января 1990. Президент Папской Церковной академии с 22 января 1990 по 16 марта 1993 года. Апостольский нунций в Швейцарии и Лихтенштейне с 16 марта 1993 по 25 апреля 1997. Апостольский нунций в Венгрии и Молдавии с 25 апреля 1997 по 22 февраля 2003. Апостольский нунций в Бельгии и Люксембурге с 22 февраля 2003 по 18 июня 2009. Кардинал-дьякон с титулярной диаконией Сан-Антонио-ди-Падова-а-Чирконваллационе-Аппиа с 14 февраля 2015 по 26 марта 2023.

## Ранние годы, образование и священство
Родился 11 апреля 1934 года в Нюрнберге. После окончания гимназию Святого Михаила Меттенского аббатства, в Меттене, в 1950 году Раубер изучал католическое богословие и философию в Университете Майнца. 28 февраля 1959 года он был рукоположен в соборе Майнца епископом Альбертом Штором.
Он был капелланом в Нидде и в 1962 году получил степень доктора канонического права в Папском Григорианском университете в Риме. В то же время он посещал Папскую церковную академию. С 1966 года Раубер был одним из четырёх секретарей заместителя Государственного секретаря Святого Престола архиепископа Джованни Бенелли, в Государственном секретариате Ватикана. В первую очередь он отвечал за немецкоязычные территории. Папа Павел VI наградил его 22 декабря 1976 года титулом почётного прелата Его Святейшества. В 1977 году он служил в нунциатурах в Бельгии и Люксембурге, а в 1981 году в Греции.

## Ватиканский дипломат
18 декабря 1982 года Папа Иоанн Павел II назначил его титулярным архиепископом Джубальцианы и апостольским про-нунцием в Уганде. Папа Иоанн Павел II также рукоположил его в епископы 6 января 1983 года. Со-консекраторами были ex officio в Государственном секретариате Ватикана Эдуардо Мартинес Сомало и секретарь Конгрегации евангелизации народов Дурайсами Симон Лурдусами. Его девизом было «Caritas Christi urget nos» («Любовь Христа движет нами»).
22 января 1990 года Папа Иоанн Павел II назначил Раубера президентом Папской Церковной академии и он занимал этот пост до 16 марта 1993 года. В 1991 году ему было поручено исследовать проблемы, с которыми в епархии Кура столкнулся епископ Вольфганг Хаас. Он вернулся на дипломатическую службу Святого Престола, когда 16 марта 1993 года был назначен апостольским нунцием в Швейцарии, а 17 апреля 1993 года в Лихтенштейне.
Его следующее назначение было 25 апреля 1997 года в качестве апостольского нунция в Венгрии и Молдове. 22 февраля 2003 года он был назначен апостольским нунцием в Бельгии и Люксембурге.
Когда церковное руководство в Риме передало его рекомендацию трёх кандидатов на должность архиепископа Мехелен-Брюссельского, а Папа Бенедикт XVI вместо этого назначил на эту должность Андре-Жозефа Леонара, Раубер публично возразил и назвал Леонара совершенно неподходящим для назначения.

## Кардинал
4 января 2015 года Папа Франциск объявил, что 14 февраля сделает его кардиналом. На этой церемонии он был назначен кардиналом-дьяконом титулярной диаконии Сан-Антонио-ди-Падова-а-Чирконваллационе-Аппиа. Его назначение было названо «удивительным», и Bayerischer Rundfunk сообщила о «множестве предположений о том, что, возможно, Франциск намеренно хотел почтить память человека, которому не всегда было легко с римской системой».
Скончался 26 марта 2023 года в Роттенбурге недалеко от Тюбингена. Он жил там на пенсии с сёстрами Шенштат. В течение нескольких лет у него было слабое здоровье, и в 2022 году он был ослаблен вирусом COVID-19.